# Otwarty dostęp

Logo Open Access zaprojektowane przez Public Library of Science

Otwarty dostęp (OD, ang. open access, OA) – wolny, powszechny i trwały dostęp do cyfrowych dokumentów: treści naukowych oraz edukacyjnych.
Pojęcie to jest ściśle związane z ruchem naukowym „open access” (Open Access Movement), rozwijającym się od lat 90, powiązanym z ruchem wolnej kultury. Ruch open access działa na rzecz budowy nowego otwartego modelu komunikacji naukowej. Głównymi kanałami komunikacyjnymi, za pośrednictwem których dystrybuuje się wiedzę w tym modelu, są czasopisma i repozytoria otwarte. Istnieją także blogi naukowe, e-laboratoria, które stają się nowymi formami komunikacji.
Pierwotnie określenie to zostało odniesione do tych czasopism naukowych, które zdecydowały się całkowicie otworzyć w Internecie dostęp do zawartych w nich publikacji naukowych; współcześnie jednak termin ten określa udostępnianie wszelkich publikacji na podobnych zasadach.

## Warunki dostępu
Warunkiem uznania określonej publikacji w Internecie za otwarcie dostępną jest to, aby każdy, kto ma gdziekolwiek dostęp do sieci, mógł tę publikację swobodnie czytać, kopiować, przechowywać, drukować i wykorzystywać do celów naukowych czy dydaktycznych zgodnie z prawem.
Otwarty dostęp nie jest równoznaczny z domeną publiczną, gdyż twórcy publikacji nie zrzekają się swoich praw autorskich i mogą stawiać różnego rodzaju warunki udostępniania twórczości, o ile tylko nie ograniczają one wcześniej wspomnianych zasad swobodnego korzystania z niej.
Od strony prawnej publikowanie treści na zasadach otwartego dostępu może wiązać się z objęciem ich jedną z wolnych licencji, choć nieczęsto się to zdarza. Licencje te stanowią rodzaj umowy między autorami i potencjalnymi czytelnikami, zezwalając im na wszystko, co mieści się w pojęciu otwartego dostępu, jednak narzucające różnego rodzaju obowiązki, takie jak np.: dołączanie do kopii tekstu informacji o źródle i autorach, udostępnianie kopii na tych samych zasadach co oryginał. Jednak nie wszystkie czasopisma czy repozytoria otwarte stosują licencje, czasem prezentują tylko ogólną politykę otwarcia bez dokładnego oznaczania statusu prawnego utworów.

## Działania instytucjonalne
Wokół koncepcji otwartego dostępu powstało wiele instytucjonalnych inicjatyw mających wspierać i promować tę koncepcję. Jedną z pierwszych była zorganizowana przez Open Society Institute w grudniu 2001 konferencja, która zakończyła się ogłoszeniem Budapest Open Access Initiative, rodzaju manifestu definiującego i promującego pojęcie otwartego dostępu, pod którym podpisało się 13 osób reprezentujących kilkanaście organizacji naukowych z Europy i USA. W czerwcu 2003 z inicjatywy Towarzystwa Maxa Plancka została zorganizowana w Berlinie podobna konferencja, która również zakończyła się wspólną deklaracją uczestników, zawiązującą rodzaj nieformalnej koalicji na rzecz rozwijania otwartego dostępu do treści naukowych.
Wokół tego ruchu powstało też kilkanaście stowarzyszeń i fundacji takich jak Public Library of Science, Scholarly Publishing and Academic Resources Coalition, Creative Commons i inne. Część organizacji skupionych wokół idei Otwartego dostępu ogłosiła 14 października 2008 Dniem Otwartego Dostępu (Open Access Day), rok później rozszerzonym na Tydzień Otwartego Dostępu.
W Polsce taką organizacją działającą na rzecz otwarcia w nauce jest Koalicja Otwartej Edukacji (KOED), która grupuje różne organizacje, w tym naukowe instytucje, pracujące na rzecz otwarcia zasobów nauki. Jednym z ważniejszych imprez organizowanych w Polsce przez KOED jest światowy Tydzień Open Access

## Popularność
Według Ulrich’s Periodical Directory w październiku 2008 istniało na świecie ok. 20–25 tys. recenzowanych czasopism naukowych, z których 3598 zostało uznane przez Directory of Open Access Journals za w pełni otwarte. Według tego samego źródła najwięcej tego rodzaju czasopism ukazywało się w październiku 2008 w Stanach Zjednoczonych (804), zaś w Polsce ukazywało się ich 53.
Sądząc po stale wzrastającej liczbie czasopism naukowych na liście Directory of Open Access Journals, koncepcja otwartego dostępu do treści naukowych i edukacyjnych staje się coraz bardziej popularna. Prawdopodobnie jednym ze źródeł tej wzrastającej popularności jest fakt, że publikacje w czasopismach z otwartym dostępem są statystycznie częściej czytane i cytowane niż te umieszczane w tradycyjnych czasopismach wydawanych na zasadach komercyjnych.
Nie jest jednak ona wciąż powszechnie akceptowana w środowisku naukowym i natrafia na silną opozycję, głównie ze strony organizacji zrzeszających komercyjnych wydawców takich jak Association of American Publishers, ale też ze strony niezależnych krytyków.